# Municipio de Kilborn
El municipio de Kilborn (en inglés: Kilborn Township) es un municipio ubicado en el condado de Grant en el estado estadounidense de Dakota del Sur. En el año 2010 tenía una población de 144 habitantes y una densidad poblacional de 1,55 personas por km².

## Geografía
El municipio de Kilborn se encuentra ubicado en las coordenadas 45°16′58″N 96°48′4″O / 45.28278, -96.80111. Según la Oficina del Censo de los Estados Unidos, el municipio tiene una superficie total de 92.7 km², de la cual 92,7 km² corresponden a tierra firme y (0 %) 0 km² es agua.

## Demografía
Según el censo de 2010, había 144 personas residiendo en el municipio de Kilborn. La densidad de población era de 1,55 hab./km². De los 144 habitantes, el municipio de Kilborn estaba compuesto por el 100 % blancos. Del total de la población el 0,69 % eran hispanos o latinos de cualquier raza.